# Hans Hofmann (Musiker)
Hans (Ernst Johannes) Hofmann (* 14. Januar 1867 in Borna; † 3. Dezember 1933 in Leipzig) war Kantor der Universitätskirche St. Pauli in Leipzig, Professor und Oberlehrer an der Oberrealschule Leipzig. Hofmann studierte am Leipziger Konservatorium bei Hermann Kretzschmar und Hugo Riemann. 1906 wurde unter ihm ein gemischter Chor als Universitäts-Kirchenchor zu St. Pauli auf akademischer Grundlage institutionalisiert.
Sein Nachfolger als Kantor an der Universitätskirche St. Pauli wurde 1933 Friedrich Rabenschlag.
Hofmann wohnte von 1910 bis 1933 in Oetzsch, dem späteren Ortsteil von Markkleeberg.

## Veröffentlichungen (Auswahl)
- Zur Geschichte der Leipziger Gesangsbücher: eine hymnologische Studie. Naumann-Verlag, Leipzig 1904.
- Das erste Leipziger Gesangbuch von Michael Blume. Leipzig 1530: Geschichtliches über das 1. Leipziger Gesangbuch und textkritische Anmerkungen zu einzelnen Liedern desselben. Quelle & Meyer Verlag, Leipzig 1914.
- Gottesdienst und Kirchenmusik in der Universitätskirche zu St. Pauli-Leipzig seit der Reformation (1543–1918). Leipzig 1918.
- Kirchengeschichte für höhere Lehranstalten. 2. Auflage. D.R. Reisland, Leipzig 1914, OCLC 72731771 (Erstausgabe:  1910).
- Nicolaus Tech – der Dichter von „Allein Gott in der Höh sei Ehr“. Monatsschrift für Gottesdienst und kirchliche Kunst 24, 1919, S. 201–206.[5][6]
- Wilhelm Hauff. Eine nach neuen Quellen bearbeitete Darstellung seines Werdeganges; mit einer Sammlung seiner Briefe und einer Auswahl aus dem unveröffentlichten Nachlass des Dichters. – Internet Archive Diesterweg, Frankfurt a. M. 1902